# Аладдин (спектакль, 1839)
«Аладди́н» — первая сценическая постановка пьесы датского поэта Адама Эленшлегера «Аладдин» (1805), осуществлённая в 1839 году в Королевском театре Копенгагена балетмейстером Августом Бурнонвилем, режиссёром Томасом Оверскоу и актёром Х. П. Холстом при непосредственном участии автора. Сыграла решающую роль в становлении современного датского театра и закрепила позиции Бурнонвиля в театре, предопределив развитие труппы на целый век вперёд.

## История постановки
В 1839 году труппа Королевского театра получила у дирекции разрешение поставить благотворительный спектакль в пользу жителей западного побережья Ютландии — самого бедного региона страны, пострадавшего от сильного шторма зимой 1838—1839 года. Ответственными за постановку были назначены Август Бурнонвиль, незадолго до того занявший пост балетмейстера театра, режиссёр Томас Оверскоу и актёр Х. П. Холст.
Для постановки была взята драма Адама Эленшлегера «Аладдин», в качестве музыкального сопровождения была выбрана музыка Фридриха Кулау. Обращение к произведению Эленшлегера было не случайно: в марте 1838 года Бурнонвиль участвовал в постановке его драмы «Олаф Святой» (1836) — поставленная им сцена битвы при Стиклестаде имела большой успех и привлекала публику в театр несмотря на недостатки пьесы, принадлежавшей к позднему, более слабому периоду автора.
«Аладдин», написанный в 1805 году, до сих пор ни разу не ставился на сцене. Драматург признался постановщикам, что он тщетно старался придать пьесе такую форму, чтобы её можно было играть в театре. Теперь он принимал от них все варианты сокращения и упрощения своего произведения, а при окончании работы над текстом признался: «Да, только так это и должно быть! Создана совершенно необычайная и прекрасная пьеса!».
Хотя постановка стала результатом коллективного сотрудничества, её движущей силой был Август Бурнонвиль: он взял на себя всю основную часть работы, кроме режиссуры диалогов. Согласно Оверскоу, спектакль приобрёл свою форму благодаря многочисленным идеям  балетмейстера. Его роль в постановке оценил и драматург, перечисляя результаты стараний Бурнонвиля:

Кому в сотрудничестве с Функом пришла в голову мысль выбрать забытую музыку Кулау;
кто дал точнейшие указания по созданию великолепных декораций и сказочно прекрасных костюмов;
чья блестящая постановка массовых сцен превзошла всё, что мы видели ранее;
кто с большим вкусом придал всему спектаклю восхитительный живописный эффект. 
— А. Эленшлегер, письмо Т. Оверскоу.

## Отзывы
Премьера состоялась 17 апреля 1839 года. По отзывам прессы «свершилось невероятное». Спектакль был воспринят как исключительное явление, и это мнение о нём закрепилось на долгие годы. Для северного зрителя, воспитанного на примерах классицизма, постановка стала настоящей экзотикой: «„Аладдин“ на датской сцене! Поистине, если бы нам сказали, что мы однажды вечером увидим инсценировку «Тысячи и одной ночи» с Багдадом, Шехерезадой и властителем правоверных, мы вряд ли были бы более удивлены» — писали газеты после премьеры.
Спектакль надолго задержался в репертуаре Королевского театра и при жизни Бурнонвиля не сходил со сцены.

## Значение
Постановкой «Аладдина» Бурнонвиль доказал, что он истинный художник театра, а не просто хореограф. Эта работа расширила его горизонты — впоследствии он смело брался за решение масштабных задач и в опере, и в драматических постановках — не говоря уже о балете.
«Аладдин» также позволил Бурнонвилю надёжно укрепить свои шаткие позиции после череды интриг и скандалов. Успех спектакля поставил точку в его противостоянии с Люсиль Гран — бывшей любимой ученицей, его первой Сильфидой, на стороне которой стояли многие высокопоставленные лица, если не сам король. Уехав на гастроли в Гамбург, Гран навсегда покинула Королевский театр, а у Бурнонвиля закончился период неуверенности: можно сказать, что отныне датская сцена стала местом, где нет места «звёздам», и где правит балетмейстер, а не прима-балерина.